# ئی‌وی‌جی‌ای
ئی‌وی‌جی‌ای (انگلیسی: EVGA) شرکت سخت‌افزار آمریکایی است، که در سال ۱۹۹۹ تأسیس شد.